# Juan Bautista Cevasco
Juan Bautista Cevasco (6 de enero de 1912, Capital Federal, Argentina) fue un futbolista y entrenador argentino, conocido por su trayectoria como arquero y director técnico en el fútbol argentino, principalmente en clubes como All Boys y Lanús. Como entrenador, destacó por haber logrado el campeonato de Primera C con All Boys en 1950 y su exitoso paso en Lanús dirigiendo el equipo de "Los Globetrotters" donde se consagró campeón de la Copa Perón en 1955 y subcampeón de Primera 1956.

## Carrera
Inició su carrera como futbolista en Argentino de Banfield, un club de la zona sur del Gran Buenos Aires. Posteriormente, realizó las divisiones inferiores en Lanús, aunque fue dejado libre por el club. En 1944, se incorporó como arquero a All Boys, donde jugó 14 partidos durante ese año.

### All Boys (1948-1951)

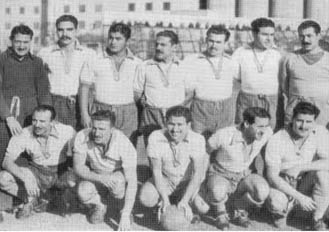
Equipo de All Boys 1950

Cevasco asumió el rol de director técnico de All Boys en 1948, club en el que había jugado previamente. Su debut como entrenador fue el 17 de abril de 1948, en un partido contra Argentinos de Rosario, que terminó con una derrota por 2-1. Durante su gestión, Cevasco dirigió al equipo en 121 partidos siendo el segundo entrenador con más presencias en el club y logrando un hito importante al consagrarse campeón de la Primera C en 1950 permitiéndole ascender a la segunda división. Su último partido al frente de All Boys fue el 3 de noviembre de 1951, con una derrota ante Dock Sud por la última fecha del torneo de ese año. En total, su paso por el club dejó un saldo positivo, consolidándolo como una figura relevante en la historia de la institución.

### Lanús (1954-1957)

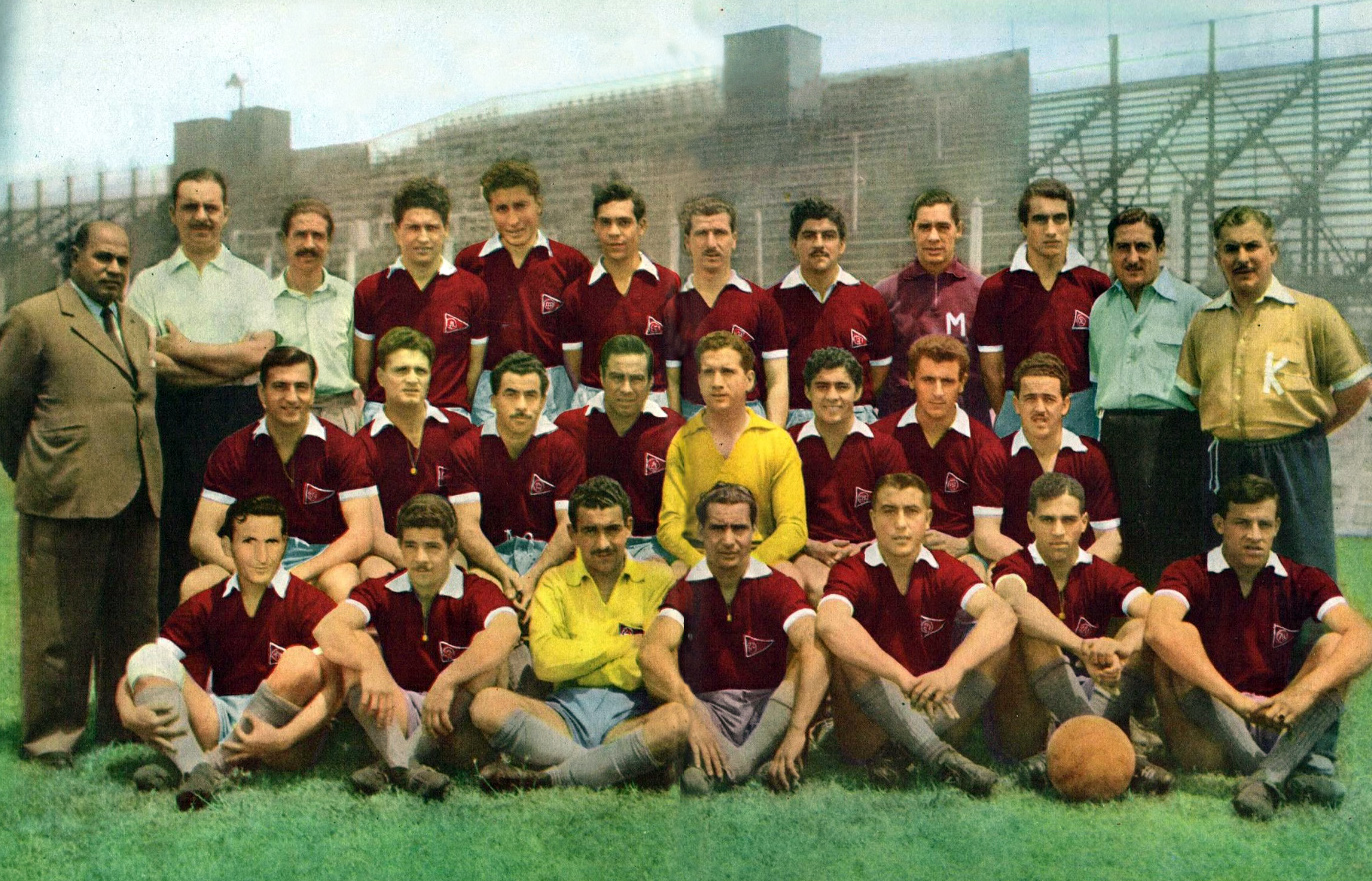
Equipo de Lanús 1956

En 1954, Cevasco asumió la dirección técnica de Lanús, club en el que había realizado sus divisiones inferiores como jugador. Durante su etapa en el "Granate", logró importantes resultados, incluyendo el título de la Copa Perón en 1955, Además, bajo su dirección, Lanús alcanzó el subcampeonato de Primera División en 1956, quedando en segundo lugar en el campeonato argentino. Cevasco permaneció en el cargo hasta 1957, dejando una huella significativa en el club.

## Clubes

### Como jugador
| Club                       | País      | Año  |
| -------------------------- | --------- | ---- |
| Club Argentino de Banfield | Argentina | S/R  |
| Club Atlético Temperley    | Argentina | 1935 |
| Club Atlético All Boys     | Argentina | 1944 |

### Como entrenador
| Club                             | País      | Año     |
| -------------------------------- | --------- | ------- |
| Club Atlético Barracas Central   | Argentina | 1948    |
| Club Atlético All Boys           | Argentina | 1950-51 |
| Lanús                            | Argentina | 1954-57 |
| Talleres de Remedios de Escalada | Argentina | S/R     |

## Palmarés

### Títulos nacionales
| Título                             | Club                   | País      | Año  |
| ---------------------------------- | ---------------------- | --------- | ---- |
| Primera C                          | Barracas Central       | Argentina | 1948 |
| Primera C                          | Club Atlético All Boys | Argentina | 1950 |
| Copa Campeonato Juan Domingo Perón | Club Atlético Lanús    | Argentina | 1955 |

### Títulos amistosos
| Título                                               | Club                | País       | Año  |
| ---------------------------------------------------- | ------------------- | ---------- | ---- |
| Trofeo Ricardo Saprissa                              | Club Atlético Lanús | Costa Rica | 1956 |
| Trofeo Otto Fallas                                   | Club Atlético Lanús | Costa Rica | 1956 |
| Trofeo de la Asociación de Periodistas de Costa Rica | Club Atlético Lanús | Costa Rica | 1956 |
| Trofeo Tabacalera Mexicana                           | Club Atlético Lanús | México     | 1957 |